# 1. мајевичка бригада Војске Републике Српске
Прва мајевичка бригада је била пјешадијска јединица Војске Републике Српске, у саставу Источнобосанског корпуса.

## Састав
По формацији, бригада је била лака пешадијска. Основне снаге бригаде чинила су четири пешадијска батаљона. Бригада је имала и једну тенковску чету, те једну батерију ПВО. Током 1993. године основан је и мешовити артиљеријски дивизион, у чији састав су ушле минобацачке, хаубичке и топовске батерије бригаде. У саставу бригаде била је и јединица за специјалне намене под командом Митра Максимовића Манде. Поред ове јединице, ударну снагу бригаде чинили су против-диверзантска чета (командант Владо Тодоровић), интервентна чета (командир Зоран Пепић), извиђачко-диверзантски вод (командир Живан Илић) и вод војне полиције.

## Историја
Прва мајевичка бригада је наследница 22. партизанске бригаде ЈНА. Званично је основана у другој половини маја 1992. године, од батаљона и команде бивше ЈНА бригаде и људства Територијалне одбране Лопаре, Угљевик и Брчко.
Кроз бригаду је прошло око 3.000 војника; погинуо је 301 борац.

## Ратни пут
Бригада је ратовала у целој Републици Српској, са тежиштем на мајевичком ратишту, где је држала линију према Теочаку. Учествовала је и у великој операцији Војске Републике Српске „Дрина 93“.